# 卡博雷坦比國家公園
卡博雷坦比國家公園（法語：Parc national de Kaboré Tambi）是布基納法索的國家公園，位於首都瓦加杜古以南115公里與紅沃爾特河河道之間，佔地1,555平方公里，成立於1976年，野生動物有大象、非洲水牛、疣豬、狒狒、羚羊和多種鳥類。

## 外部連結
- Birdlife International （页面存档备份，存于）